# Praznik u Rimu
Praznik u Rimu (eng. Roman Holiday) romantična je komedija iz 1953. godine. Film priča o mladoj princezi koja pobjegne tijekom službenog posjeta Rimu i sprijatelji se s ciničnim američkim novinarom, koji samo želi ekskluzivnu priču, ali kasnije shvati da se zaljubljuje u nju.
U filmu je američkoj publici prvi put predstavljena Audrey Hepburn, glumica rođena u Belgiji, koja je za ulogu u tom filmu nagrađena i Oscarom za najbolju glumicu. Uz Audrey Hepburn, glavne su uloge tumačili Gregory Peck i Eddie Albert.

## Radnja
Princeza Ann (Hepburn) članica je kraljevske obitelji neke neodređene zemlje. Na proputovanju je kroz nekoliko europskih glavnih gradova među kojima je i Rim. Jedne večeri se pobuni zbog svojih iscrpljujućih službenih dužnosti zbog kojih je isplanirana svaka minuta njezinog vremena. Njezin joj liječnik prepiše sedative kako bi se smirila, ali ona potajno napusti veleposlanstvo svoje zemlje kako bi iskusila Rim.
Injekcija s vremenom počne djelovati i ona zaspi na klupi gdje ju sretne Joe Bradley (Peck), američki novinar, ali ju ne prepozna. On joj ponudi novac kako bi se mogla taksijem vratiti kući, ali "Anya Smith", kako je samu sebe nazvala, odbija otkriti od kuda je govoreći da bi trebala otići do Koloseuma.
Bradley napokon, za svaki slučaj, odlučuje dopustiti "Anyji" da prenoći u njegovom stanu. Spoj njezinog kraljevskog ponašanja i Bradleyjevih reakcija izvor je velikog dijela humora. Sljedećeg jutra Bradley ostavlja usnulu princezu u svom stanu i odlazi na posao gdje ga njegov šef pita je li bio prisutan na novinarskoj konferenciji s princezom.
Bradley laže i iznosi detalje iz navodnog razgovora sve dok mu njegov šef ne kaže da se princeza nenadano razbolila i da je konferencija otkazana. Zatim pokazuje princezinu sliku Bradleyju koji prepoznaje mladu ženu koju je ostavio da spava u njegovom stanu...

## Zanimljivosti
- Jedna od najpoznatijih scena u filmu je ona u kojoj Peck gurne ruku u "Usta istine" (La Bocca della Verità), kameno lice za kojeg legenda kaže da će odgristi ruku onome tko laže. U filmu, kad Peck izvuče ruku iz Usta nema šaku zbog čega Anya/Hepburn počne vrištati. Zatim njegova šaka izlazi iz rukava i on se smije. Hepburnin krik nije bio gluma - Peck je odlučio izvesti šalu koju je jednom vidio kad ju je izveo Red Skelton, ali prije početka snimanja scene nije ništa rekao svojoj partnerici.

- 1970-ih je i Pecku i Hepburn predstavljena ideja o snimanju nastavka Praznika u Rimu u kojem bi se Anya i Joe ponovno 'ujedinili'; ideja nikad nije provedena u djelo. Originalni je film ponovno snimljen za televizijsko prikazivanje 1980-ih.

- Uloga koju je u filmu tumačio Peck bila je pisana s namjerom da je tumači Cary Grant. Međutim, Grant je odbio ulogu uz objašnjenje da smatra da je prestar da bi glumio osobu u koju se zaljubljuje A. Hepburn. Kasnije je studio uvjerio Granta da zaigra uz Hepburn u filmu Charade gdje je postalo očito da na filmskom platnu postoji kemija između njih dvoje. Audrey Hepburn i Grant se više nikad nisu zajedno pojavili u nekom filmu, ali su ostali dobri prijatelji, a Grant je Audrey smatrao jednom od glumica s kojom mu je bilo najdraže raditi.

## Glumci
- Gregory Peck — Joe Bradley
- Audrey Hepburn — Princeza Ann ('Anya Smith')
- Eddie Albert — Irving Radovich
- Hartley Power — G. Hennessy, urednik
- Harcourt Williams — Veleposlanik
- Margaret Rawlings — Grofica Vereberg

## Nagrade

### Osvojene nagrade
- Oscar za najbolju glumicu (Audrey Hepburn)
- Oscar za najbolju kostimografiju (Edith Head)
- Oscar za najbolju originalnu priču (Ian McLellan Hunter i Dalton Trumbo)
- Nagrada BAFTA-e za najbolju britansku glumicu (Audrey Hepburn)
- Zlatni globus za najbolju glumicu — drama (Audrey Hepburn)
- Nagrada filmskih kritičara New Yorka za najbolju glumicu (Audrey Hepburn)

### Nominacije
- Oscar za najbolji film
- Oscar za najboljeg redatelja (William Wyler)
- Oscar za najboljeg sporednog glumca (Eddie Albert)
- Oscar za najbolju scenografiju (Hal Pereira i Walter H. Tyler)
- Oscar za najbolju montažu (Robert Swink)
- Nagrada BAFTA-e za najbolji film
- Nagrada BAFTA-e za najboljeg stranog glumca (Eddie Albert)
- Nagrada BAFTA-e za najboljeg stranog glumca (Gregory Peck)

## Kritike
Kritičari su gotovo jednoglasno hvalili film. Ty Burr je u svojoj recenziji zapisao: "Sam film je klasik ostvarenja romantične želje, točno one vrste lijepe laži za kakve se specijalizirao Hollywood". James Kendrick je zaključio: "Posljednji trenuci Praznika u Rimu su jedni od najdirljivijih i najupečatljivijih u bilo kojoj romantičnoj komediji koje se mogu sjetiti", a Steven D. Greydanus: "Hepburn je uistinu fascinantna u svojoj ulozi koja ju je pretvorila u zvijezdu, s Peckom u šarmantnoj romantičnoj komediji o usamljenoj mladoj princezi nepoznate europske zemlje koja provede čaroban dan s američkim novinarom". Widgett Walls je napisao: "Kada kažete; "ne prave se više takvi filmovi", mislite na ovaj film".

## Vanjske poveznice
- Praznik u Rimu u internetskoj bazi filmova IMDb-a
- Recenzije na Rottentomatoes.com